# Rivière la Pêche (rivière Gatineau)
Pour les articles homonymes, voir Rivière la Pêche et Pêche.
La rivière la Pêche est un affluent de la rivière Gatineau, coulant au nord de la rivière des Outaouais, dans la municipalité de La Pêche, dans Les Collines-de-l'Outaouais, en Outaouais, au Québec, au Canada.

## Géographie

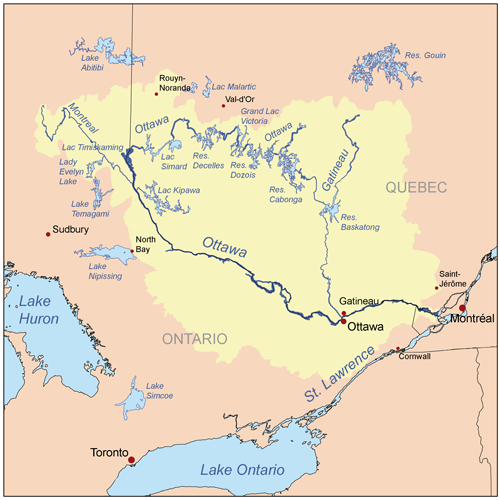
Bassin hydrographique de la rivière des Outaouais.

La rivière la Pêche draine un territoire d'une superficie de 290 km2, recoupant principalement la municipalité de La Pêche. Elle est alimentée notamment par les décharges du lac la Pêche et du lac Gauvreau,. Elle court sur une vingtaine de kilomètres.
Une opération d'échantillonnage menée en 2011 montrait un indice des diatomées de l'Est du Canada (IDEC) de 87 sur 100, avec une plage de concentrations de phosphore de 12 à 19 µg/L.

## Toponymie
La rivière doit son nom à son caractère poissonneux (truite et brochet) favorable aux activités halieutiques, rapporté par l'explorateur Joseph Bureau au début du xxe siècle. Le toponyme rivière la Pêche a été officialisé le 24 décembre 1976 à la Commission de toponymie du Québec.